# طائر سونغلنغ
طائر سونغلنغ (الاسم العلمي:†Songlingornis) هو جنس منقرض من الزواحف يتبع فصيلة طيور سونغلنغ من الطيريات الصدرية من أوائل العصر الطباشيري. عُثِر على حفرياته في تكوين جيوفوتانغ Jiufotang في لياونينغ (جمهورية الصين الشعبية).